# Канби (град, Орегон)
Канби (на английски: Canby) е град в окръг Клакамас, щата Орегон, САЩ. Канби е с население от 15140 жители (2007) и обща площ от 9,8 km². Намира се на 46,63 m надморска височина. ЗИП кодът му е 97013, а телефонният му код е 503.